# Richard Weihs

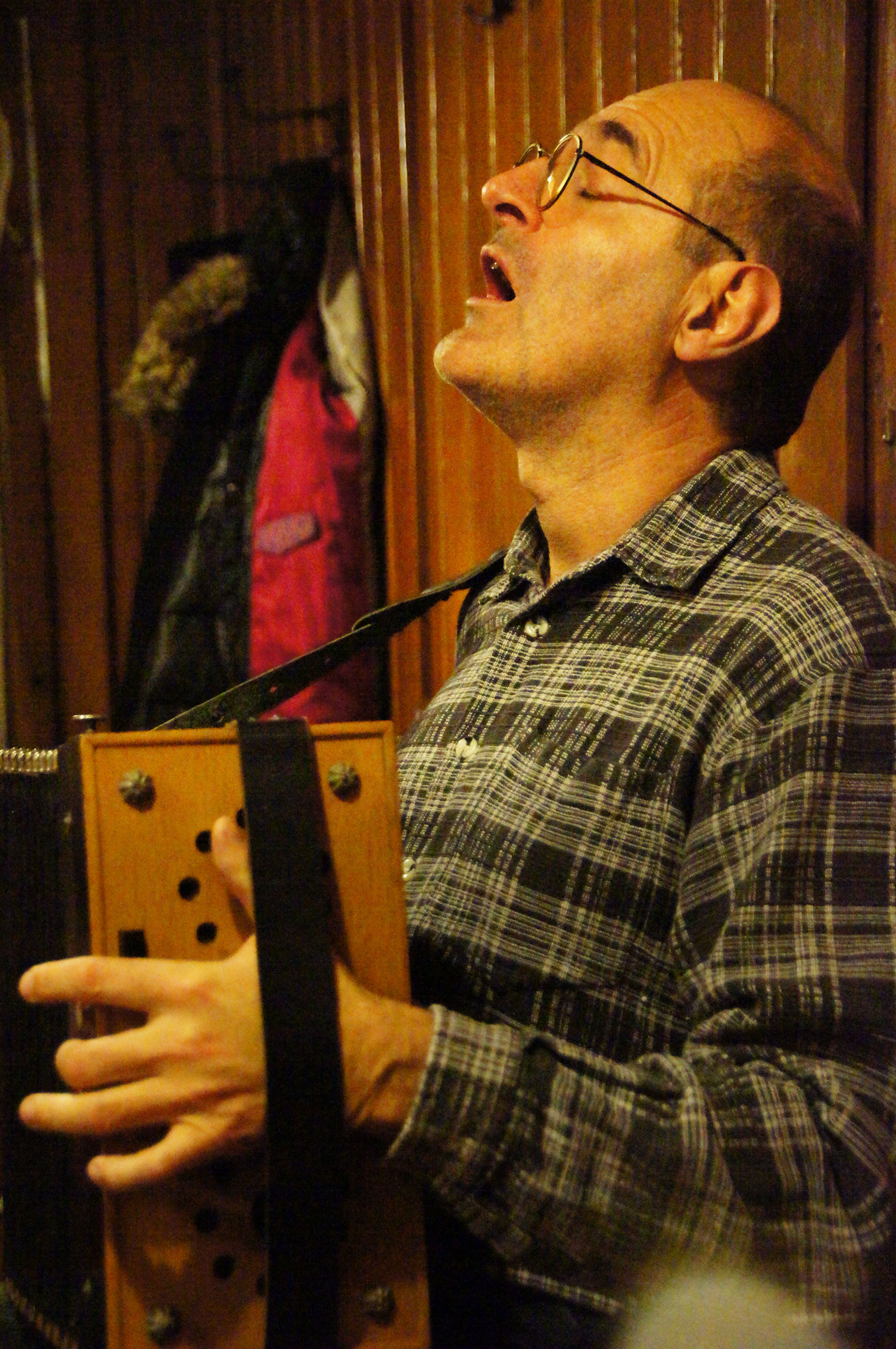
Richard Weihs, Wien 2013.

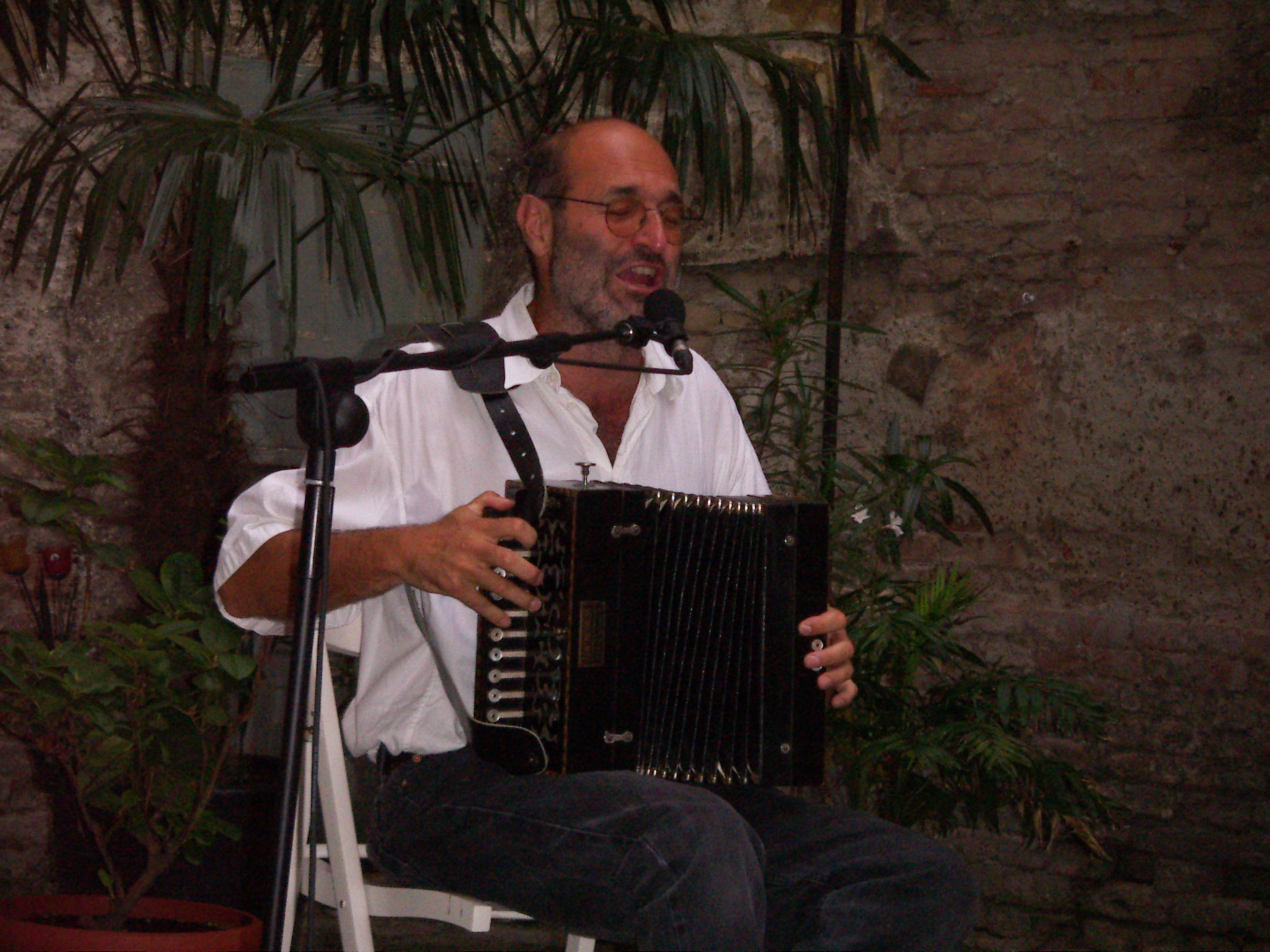
Richard Weihs 2007 „Wiener Wahn“ im Narrenturm

Richard Weihs (* 6. Oktober 1956 in Wels) ist ein österreichischer Autor, Musiker und Schauspieler, mit dem Schwerpunkt Wiener Dialekt.

## Leben
Richard Weihs gründete 1979 die „Bürgerinitiative Denzelgründe“ im Wiener Bezirk Mariahilf, die sich für die Einrichtung eines Parks einsetzte. 1982 war er einer der ersten grünen Bezirksräte in Wien. 1986 wurde aus dem kleinen provisorischen Park der Alfred-Grünwald-Park.
Weihs lebt mit seiner Freundin in der von ihm selbst restaurierten Villa Waldesruh in Breitenstein am Semmering.

## Diskographie
- 1980 LP Gedichte nach dem Fall mit Christian Ide Hintze
- 1983 LP Blueslieder
- 1986 LP Auto-Entwöhnungs-Show mit Peter Czermak
- 1987 LP Dunkle Kanäle
- 1991 LP Drunter und drüber
- 1994 CD Da ärgste Ruaß
- 1996 CD Schnabelschau
- 1997 CD Scheabn auf!
- 2000 CD Böses Liedgut mit Klaus Trabitsch, Otto Lechner, Adula Ibn Quadr, Vincenz Wizlsperger, Hans Tschiritsch, Doris Windhager, Nicky Eggl, Christina Zurbrügg.

## Programme (Auswahl)
- 2008: Aufg´legte Wuchteln (zur Fußball-Europameisterschaft 2008)[3]

## Publikationen
- mit Claus Tieber: Österreich in Zahlen. Was wir essen, wie viel wir trinken, wie wir lieben und vieles mehr .... Perlen-Reihe, Wien 2000, ISBN 3-85223-446-8.
- Wiener Wut. Das Schimpfwörterbuch. 2222 kräftige Ausdrücke und 252 heftige Aussprüche. Uhudla Edition, Wien 2000, ISBN 3-901561-17-X.
- Der Blues-Gustl. Eine Wiener Legende. Biographie zu August Zeliborsky. Edition Aramo, Krems/Stein 2001, ISBN 3-934429-33-5.[4]
- Wiener Witz. Der Schmähführer. Uhudla Edition, Wien 2002, ISBN 3-901561-24-2.

## Auszeichnung
- 1997 Alfred Gesswein-Literaturpreis